# تویوو اواسکا
تویوو اواسکا (فنلاندی: Toivo Ovaska; ۱۸ دسامبر ۱۸۹۹ – ۳ ژانویهٔ ۱۹۶۶) اسکیت‌باز سرعت و بازیکن فوتبال اهل فنلاند بود.